# Tralonca
Tralonca är en kommun i departementet Haute-Corse på ön Korsika i Frankrike. Kommunen ligger i kantonen Bustanico som tillhör arrondissementet Corte. År 2022 hade Tralonca 115 invånare.

## Befolkningsutveckling
Antalet invånare i kommunen Tralonca
Referens:INSEE